# Кауния
Кауния (бенг. কাউনিয়া, англ. Kaunia) — город на севере Бангладеш, административный центр одноимённого подокруга. Площадь города равна 6,49 км². По данным переписи 2001 года, в городе проживало 11 125 человек, из которых мужчины составляли 52,5 %, женщины — соответственно 47,5 %. Плотность населения равнялась 1714 чел. на 1 км². Уровень грамотности населения составлял 27,3 % (при среднем по Бангладеш показателе 43,1 %). 